# Saint-Geoire-en-Valdaine
Saint-Geoire-en-Valdaine este o comună în departamentul Isère din sud-estul Franței. În 2009 avea o populație de 2.374 de locuitori.

## Evoluția populației
| An        | 1975  | 1982  | 1990  | 1999  | 2006  | 2009  |
| --------- | ----- | ----- | ----- | ----- | ----- | ----- |
| Populație | 1.351 | 1.570 | 1.819 | 1.979 | 2.271 | 2.374 |